# Táborkereszt Katolikus Cserkészek Közössége
A Táborkereszt Katolikus Cserkészek Közössége (röviden Táborkereszt) a Magyar Cserkészszövetség (MCSSZ) katolikus vallású tagjainak lelki közössége, katolikus lelkiségi mozgalom, amely a katolikus egyházjog alapján a Magyar Katolikus Püspöki Konferencia (MKPK) által elismert, országos, jogi személyiség nélküli, krisztushívők magántársulása. A Magyar Katolikus Püspöki Konferencia engedélyezte a Táborkereszt elnevezésében a katolikus jelző használatát, és felügyeli működését. A Táborkereszt célja a katolikus magyar cserkészjelöltek, cserkészek, cserkészvezetők és a katolikus fenntartótestületek istenhitének és az arra alapozott jellemnevelésének elősegítése.

## Története
A Táborkereszt megalapítását nagymértékben ösztönözte XI. Piusz pápa 1922-ben kiadott Ubi arcano Dei kezdetű enciklikája. Ebben felhívta a katolikusokat hitéletük öntudatra ébresztésére és az evangéliumra alapozott együttes cselekvésre. Az 1930-as évek elején formálódott meg a gondolat Sík Sándor és más katolikus cserkészparancsnokok kezdeményezésére, hogy létesüljön a katolikus cserkészek részére is a Magyar Cserkészszövetségen belül olyan lelkiségi-szellemi központ, amely a valláserkölcsi alapon működő cserkészet katolikus értékeit tudatosítja, és egyidejűleg a katolikus cserkészek összefogásával a jellemnevelésüket – amely a hitéletre épül – szorgalmazza és mélyíti el. 1934-ben ennek szellemében hívták életre a Táborkereszt közösséget. Ezzel egy időben az Actio Catholicával (AC) együttműködve jelentette meg a Táborkereszt című folyóiratot, mely a cserkészek krisztusi világnézetre való neveléséhez, a keresztény családi életre való felkészítéshez, a fiatalok életét formáló jellemnevelő cserkészet tökéletesítéséhez adott segítséget. A folyóirat 1942 júniusában megszűnt. 1948 után az egyházüldözés során rejtve, ún. „katakombacserkészetben” működhetett tovább a mozgalom, 1961-ben pedig végleg fölszámolták.
A Magyar Cserkészszövetség 1989-es újraindulása után 1991-ben kezdeményezték a Táborkereszt lelki közösségének újraindítását, amelyet a Magyar Cserkészszövetség elnöksége hivatalosan 1992-ben fogadott el. A Magyar Cserkészszövetség országos társelnöke, Arató László mint főszerkesztő 1993 májusában újraindította a Táborkereszt című lapot a Márton Áron Kiadó gondozásában, amely általában kéthavonta jelent meg alkalmanként több mint 2000 példányban, és térítésmentesen jutottak hozzá a Kárpát-medencében működő cserkészlelkipásztorok, cserkészvezetők és érdeklődők (2008-ban a fiatalabbak honlapon akarták megvalósítani, eddig még nem került rá sor) . 1993-ban a Táborkereszt lelki közösségének felkérésére a Magyar Katolikus Püspöki Konferencia Balás Béla kaposvári megyés püspököt a közösség védnökpüspökévé nevezte ki. 1993. november 4-én a cserkész-lelkipásztorok első országos találkozóján (Táborkereszt I. Egyházi Konvent) dr. Beer Miklóst választották meg papelnöknek.
1999. január 1-jén módosították a Táborkereszt működési alapszabályát.
Beer Miklós püspökké történt kinevezése után, 2000-ben Brückner Ákos Előd OCist lett az elnök.
A Magyar Cserkészszövetség 2005-ben módosított alapszabályának 76. §-ának második pontja újból szabályozta a Táborkereszt működését. 2006-ban Kispál György csepeli plébános lett a Táborkereszt lelki közösségének elnöke, ügyvezető elnöke Zelliger Erzsébet, Brückner Ákos Előd pedig örökös országos tiszteletbeli elnök lett.
1993 óta a Táborkereszt a Cserkészmozgalom Világszervezetén (angolul Word Organization of the Scout Movement, rövidítése WOSM) belül működő Katolikus Cserkészek Világszervezetének (angolul International Catholic Conference of Scouting, rövidítése ICCS) teljes jogú tagja kb. 18 ezer taggal. A lelki közösség vezetői, illetve küldöttei rendszeresen és aktívan részt vesznek annak nemzetközi közgyűlésein és rendezvényein.

## Tevékenysége
A magyar cserkészek önként vállalják a tíz cserkésztörvény megtartását, melyek az igazságot, az Istenhez való hűséget, a segítőkészséget, a testvériességet, az önfegyelmet, a természet szeretetét, az engedelmességet, a vidámságot, a takarékosságot és a testi, lelki tisztaságot vállaló életformát fogalmazzák meg, valamint az Isten, haza és embertársak szolgálatára tesznek fogadalmat.
A Táborkereszt célja a katolikus magyar cserkészjelöltek, cserkészek, cserkészvezetők és a katolikus fenntartótestületek Istenhitének és az arra alapozott jellemnevelésének elősegítése. Munkája során arra törekszik, hogy a katolikus cserkészek a Magyar Cserkészszövetség célját, alapelvét és nevelési módszerét vallásuknak tudatosan vállalt hite és erkölcsi rendje szerint elkötelezetten váltsák életre. Küldetése teljesítésében szorosan együttműködik minden valláserkölcsi alapon álló hazai és külhoni magyar cserkészszövetséggel, az utóbbiak esetében is az illetékes püspök egyetértésével.
Feladatának tekinti a cserkészek elmélyült hit- és valláserkölcsi életre törekvésének, istenszeretetük jócselekedetekben megnyilvánuló gyakorlásának, valamint Máriatiszteletük megélésének elősegítését. Erősíti őket elkötelezett egyházhűségükben. Elő kívánja segíteni, hogy a katolikus cserkészek egyházközségükben és – amennyiben ez lehetséges – oktatási intézményükben folyamatos hitoktatásban részesüljenek. Szorgalmazza a cserkészet alapítója, Robert Baden-Powell nevelési elveire épített és a Sík Sándor által megfogalmazott jellemnevelő, a magyar sajátosságoknak megfelelő cserkészpedagógia alkalmazását. Ugyanakkor ápolja – Teleki Pál szellemében – a keresztény magyar azonosságtudatot, a vallásos népi kultúrát és hagyományt.
A Táborkereszt a Szentszék által jóváhagyott Katolikus Cserkészek Chartájának (1977) megfelelően a pápával és a Magyar Katolikus Püspöki Konferenciával a legszorosabb egységben működik, melynek keretében ökumenikusan nyitott.
A Táborkereszt igyekszik a cserkész fogadalmat tett és cserkészet iránt elkötelezett egyháziakat (papok, szerzetesek, szerzetesnők) összegyűjteni egy virtuális cserkészcsapatba. Számukra évente egyszer megrendeznek egy helyzetelemző, cserkészettel kapcsolatos, ismereteiket gyarapító egynapos konferenciát, a Táborkereszt Egyházi Konventet (püspök előadóval).
A Táborkereszt igyekszik összegyűjteni, lefordítani, közkinccsé tenni a Katolikus Cserkészek Világszervezete fontos híreit, pl. a nemzetközi találkozókat. Mivel a Magyar Cserkészszövetség a Katolikus Cserkészek Világszervezete tagdíjat fizető tagja, a magyar cserkészeknek lehetősége van részt venni a Katolikus Cserkészek Világszervezete által szervezett nemzetközi rendezvényeken. A Táborkereszt segíti a Katolikus Cserkészek Világszervezete munkáját a konferenciáin való aktív részvétellel, illetve lelki neveléshez használható segédanyagok összeállításában.
A Magyar Cserkészszövetségben előírás, hogy vallásosságától függetlenül mindenki jelentkezhet cserkésznek, de vezető csak gyakorló vallásos cserkész lehet. A Táborkereszt kezdettől arra törekszik, hogy a vezetőképzésben érvényesüljön a hitéletre épített cserkészhivatásra nevelés, és minden cserkészcsapatban, amelynek katolikus tagjai vannak, a csapatparancsnok megbízásával táborkereszt összekötő és helyettese működjön. Feladatuk a csapatparancsnokkal együttműködve a csapat hitéleti és jellemnevelő programját megtervezni, és annak megvalósítását elősegíteni. 1997-től a táborkereszt összekötők tavasszal és ősszel vezető-továbbképző cserkész-lelkiségi találkozón (Táborkereszt Összekötők Találkozója, rövidítése TÖT) vesznek részt, amelyre meghívást kapnak az érdeklődő cserkészvezetők és a külhoni magyar cserkészek is. 2004-től a Táborkereszt Összekötők Találkozóját már a korábbi években létrehozott Táborkereszt Országos Ifjúsági Belső Kör (OIBK) szervezi. A vezetők munkáját segíti a vezetőképzés hivatásfelkészítő része, ami a Táborkereszt és az ICHTHÜSZ Cserkészközösség, a protestáns cserkészek lelkiségi mozgalma kérésére jött létre. Életre hívták az úgynevezett "lélekújuló" táborokat. Ez a cserkészvezetőknek meghirdetett lelkigyakorlatos továbbképzés. Ehhez segédanyagokat is készítenek. A Táborkereszt lelki hétvégéit évente két alkalommal szervezik meg 14 évnél idősebb cserkészek, elsősorban a csapatok lelki nevelésért felelős tagjai részére. Ezek során cserkész keretben, cserkész módon foglalkoznak nehezebb, vagy kényesebb kérdésekkel.

## Szervezete
Minden magyar katolikus cserkész tagja lehet a Táborkeresztnek, amelyet az Országos Belső Kör (elnökség) irányít. Szolgálatuk élén a cserkész pap elnök és a cserkész világi ügyvezető elnök áll, akiket a Magyar Katolikus Püspöki Konferencia előzetes egyeztetésével választanak meg. A cserkészkerületekben Kerületi Belső Körök működnek, élükön a pap kerületi elnökkel. Évente ülésezik a Táborkereszt Egyházi Konvent, amelynek szavazattal rendelkező tagjai a katolikus fenntartótestületek (plébániák, egyházi iskolák) pap, illetve világi elnökei. A konvent ülésein tanácsadóként részt vesznek a meghívott külhoni katolikus cserkész-lelkipásztorok, -kispapok és -vezetők, valamint a testvéregyházak képviselői. 2007-től az Ifjúsági Belső Kör tagjai átvették az Országos Belső Kör munkáját.